# ソンタイ県
ソンタイ県（ソンタイけん、ベトナム語：Huyện Sơn Tây / 縣山西?）は、ベトナム社会主義共和国クアンガイ省の県。面積は382.2 km²、人口は23,190人（2019年）である。

## 行政区画
9社から構成される。